# КТГ-1
КТГ 1, або просто КТГ (скорочення від рос. Киевский троллейбус грузовой, «Київський вантажний тролейбус») — вантажний тролейбус що вироблявся з 1972 по 1993 на Київський завод електротранспорту, перша з моделей київських вантажних тролейбусів. Набув застосування як машина техдопомоги.

## Загальні дані
Як тролейбус, КТГ 1 має доволі малі розміри — він лише 9,66 метрів у довжину. Тролейбус має характерні довгі тролеї (їх довжина сягає 5 і більше метрів), щоб значно відхилятися від контактної мережі. Швидкість, яку може розвинути цей тролейбус коливається між 40 та 50 км/год.
Кабіна тролейбуса повністю відокремлена від салону, у кабіні можуть поміститись лише двоє людей. Панель приладів у тролейбуса доволі звичайна — кермо, важелі для перемикання поворотів, кнопки для вмикання/вимикання фар, спідометр (остання на ньому позначка «60 км/год») та вольтметр.
Вхід у салон через задні двері, у який ведуть спеціальні технічні сходинки. У салоні може знаходитися ще 4-6 людей. КТГ 1 може узагалі не мати вікон у салоні (мабуть тому вантажний тролейбус прозвали у народі «тролейбус без вікон»), або мати 2—4 овальних вікна.
Як і більшість інших вантажних тролейбусів, КТГ 1 має два двигуни — електромотор та двигун внутрішнього згоряння[який?]. Паливний бак знаходиться посередині тролейбуса, унизу розсувних дверей. Місткість паливного бака — 150 літрів, проте витрати палива на 100 кілометрів сягають 40 літрів палива. Працює на паливі А-67, А-66 та А-80.

## Виробництво та застосування
Впродовж 1980-х років було випущено понад 300 тролейбусів КТГ (у основному КТГ 1 і КТГ 2), і вони виконували функції техдопомоги, підвозили легкі товари, інколи навіть підвозили пасажирів (зазвичай робітників тролейбусного депо)
З 1990-х, виробництво КТГ припиняється через загальну непотрібність та невідповідність сучасним технічним нормам. Також більшість із них було списано через їхній вік.
Лише з 10-15 тролейбусів КТГ 1 в Україні досі лишаються на ходу.